# Cima Castello
La Cima Castello (in tedesco Bergkastelspitze) 2 912 m s.l.m. è una montagna delle Alpi Retiche orientali (sottosezione Alpi Venoste). Si trova circa sei km a sudest di Nauders lungo la linea di confine tra l'Italia e l'Austria.